# Sugar Daddy
Ne doit pas être confondu avec Sugar daddy.
Singles de The Jackson 5
Maybe Tomorrow
(1971) Little Bitty Pretty One
(1972)
Pistes de Greatests Hits
Never Can Say Goodbye
(3) I'll Be There
(5)
Sugar Daddy est une chanson des Jackson 5, sortie en single en 1971. Cette chanson est extraite de l'album Greatests Hits du groupe. Sugar Daddy a été enregistré à Los Angeles, on y entend les voix des 5 membres du groupe.